# Samut Prakan
Samut Prakan (taj. สมุทรปราการ) – miasto w południowej Tajlandii, przy ujściu rzeki Menam do Zatoki Tajlandzkiej, ośrodek administracyjny prowincji Samut Prakan. Około 471,3 tys. mieszkańców (2013). Drugie co do wielkości miasto kraju. Przemysł spożywczy, papierniczy, mineralny, elektrotechniczny oraz hutniczy. Morski port handlowy (obsługujący Bangkok) i rybacki; baza marynarki wojennej; muzeum; farma krokodyli.